# Jan Pytlick
Jan Pytlick (ur. 5 czerwca 1967 w Thurø) – duński trener piłki ręcznej. Obecnie jest trenerem żeńskiej reprezentacji Danii, z którą współpracuje od 2007 r.
Jan Pytlick prowadził Danię również w latach 1998–2006. W tym czasie sięgnął po 2 mistrzostwa olimpijskie w 2000 r. w Sydney oraz w 2004 r. w Atenach. Zdobył również tytuł mistrza Europy w 2002 r. oraz wicemistrza Europy w 2004 r.